# Schüriet
Schüriet (Schüre, Scheuer) ist eine Wüstung im Bereich des ehemaligen Amtes Offendorf der Herrschaft Lichtenberg.

## Geschichte

### Mittelalter
Schüriet war ein kleines Dorf oder ein Hof, der zur Herrschaft Lichtenberg gehörte. Zwischenzeitlich verpfändet, wurde das Dorf 1401 wieder ausgelöst. Als nach Gebietserwerb im 14. Jahrhundert die Ämter Ingweiler und Buchsweiler der Herrschaft Lichtenberg zu umfangreich gewordenen waren und neu organisiert werden mussten, wurde zu Beginn des 15. Jahrhunderts unter anderem das Amt Pfaffenhofen ausgegliedert und verselbständigt. Als auch dieses durch weiteren Gebietszuwachs erneut geteilt werden musste, entstand das Amt Offendorf noch vor 1440, zu dem auch Schüriet gehörte.
Elisabeth, eine der beiden Erbtöchter Ludwigs V. von Lichtenberg (* 1417; † 1474), heiratete Graf Simon IV. Wecker von Zweibrücken-Bitsch. Nach dem Tod des letzten Lichtenbergers, Jakob von Lichtenberg, eines Onkels von Elisabeth, erbte sie die Hälfte der Herrschaft Lichtenberg, zu der auch das Amt Offendorf – und damit Schüriet – gehörte.

### Frühe Neuzeit
Graf Jakob von Zweibrücken-Bitsch (* 1510; † 1570) und sein schon 1540 verstorbener Bruder Simon V. Wecker hinterließen nur jeweils eine Tochter als Erbin. Die Tochter des Grafen Jakob, Margarethe (* 1540; † 1569), war mit Philipp V. von Hanau-Lichtenberg (* 1541; † 1599) verheiratet. Zu dem sich aus dieser Konstellation ergebenden Erbe zählte auch die zweite, nicht bereits in der Grafschaft Hanau-Lichtenberg liegende Hälfte der ehemaligen Herrschaft Lichtenberg und darin auch das Amt Offendorf mit Schüriet. Zu einem nicht bekannten Zeitpunkt fiel Schüriet wüst.